# Fuente de los Niños
La fuente de los Niños (en catalán: font dels Nens), también conocida como Jarrón con niños (en catalán: Gerro amb nens), es una fuente escultórica situada en el parque de la Ciudadela de Barcelona, en el distrito de Ciutat Vella. Obra de Josep Reynés de 1893, es una de las esculturas más populares del parque. Esta obra está inscrita como Bien Cultural de Interés Local (BCIL) en el Inventario del Patrimonio Cultural catalán con el código 08019/647.

## Historia y descripción

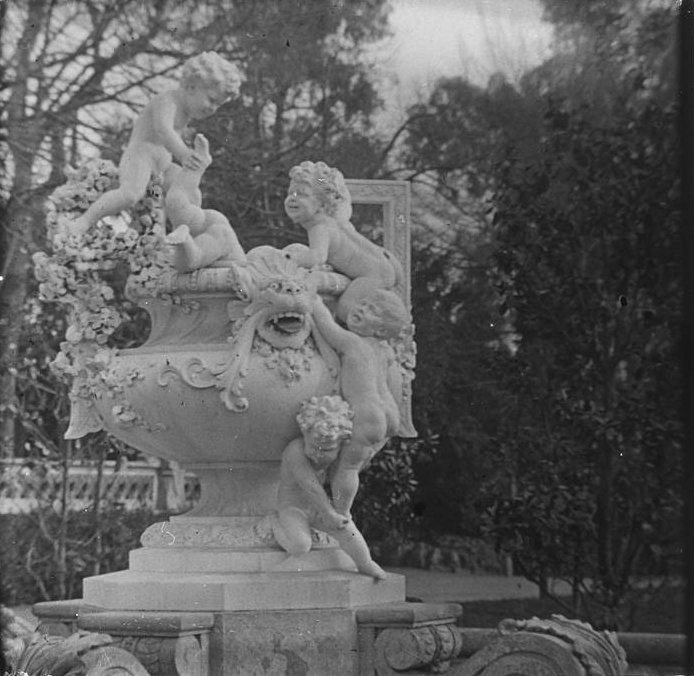
Foto histórica de la escultura, obra de Josep Salvany (1924).

La fuente está situada en el paseo de las Magnolias del parque, frente al Museo de Zoología, también conocido como Castillo de los Tres Dragones, edificio que sirvió de restaurante durante la celebración de la Exposición Universal de 1888, obra de Lluís Domènech i Montaner. Para su confección se depositó en el lugar un bloque de mármol de 400 quintales, en mayo de 1891, en la ubicación donde se había situado el pabellón del Círculo del Liceo durante la Exposición Universal. Reynés modeló la obra, que tenía finalizada en julio de ese año, aunque el conjunto de la fuente no se finalizó hasta diciembre, y fue inaugurada ya en 1893.
En un estanque de forma octogonal y sobre un pedestal de cuatro brazos decorado con volutas se alza la escultura, un gran jarrón sobre el que suben unos niños desnudos, unos subiendo y otros que ya se encuentran arriba. En un lateral, el niño de abajo pone las dos manos para impulsar a otro que se encarama al jarrón, mientras que un tercero se encuentra ya en el borde; arriba, hay un niño de pie, mientras otro está tumbado asomando la cabeza fuera, y un tercero se zambulle en el agua del jarrón, con las piernas por fuera. La obra es de un gran dinamismo y minuciosidad de detalles, de aspecto informal y decorativo, rompiendo con la seria monumentalidad de la mayor parte de obras escultóricas del parque. El autor supo dar a los niños una gran variedad de gestos y expresiones, con un vivo realismo tanto en el movimiento de las figuras como en el trabajo anatómico de los infantes, así como en los múltiples detalles decorativos del jarrón.